# Liliane Bert
Pour les articles homonymes, voir Bert.
Liliane Bert (Liliane Egmann), née le 21 novembre 1922 dans le 6e arrondissement de Paris et morte le 8 avril 2015 dans le 13e arrondissement de Paris, est une actrice et animatrice de télévision française.

## Filmographie
- 1942 : Patricia de Paul Mesnier - La bonne
- 1942 : Le Voile bleu de Jean Stelli
- 1943 : Je suis avec toi de Henri Decoin
- 1944 : L'Enfant de l'amour de Jean Stelli - Aline
- 1946 : Pas un mot à la reine mère de Maurice Cloche - Miss Portman
- 1946 : Nous ne sommes pas mariés de Bernard Roland et Gianni Pons - Évelyne
- 1946 : Face à la vie / Je ne veux plus être timide de René Chanas - court métrage -
- 1947 : Inspecteur Sergil de Jacques Daroy - Bijou
- 1947 : Carré de valets d'André Berthomieu - Betty
- 1948 : Le Colonel Durand de René Chanas - Mme Hélié
- 1948 : Sergil et le Dictateur de Jacques Daroy - Bijou
- 1948 : Les Drames du bois de Boulogne de Jacques Loew - court métrage -
- 1949 : L'Héroïque Monsieur Boniface de Maurice Labro - Irène
- 1950 : L'Atomique monsieur Placido de Robert Hennion - Zaza
- 1950 : Le Gang des tractions-arrière de Jean Loubignac - Gisèle
- 1951 : Andalousie de Robert Vernay : Greta
- 1951 : El sueño de Andalucia de Luis Lucia Mingarro : Greta - version espagnole du film précédent
- 1951 : Une fille sur la route de Jean Stelli - Annabel
- 1952 : Au diable la vertu de Jean Laviron - Gisèle
- 1953 : Si Versailles m'était conté... de Sacha Guitry - Armande Béjart
- 1953 : Une vie de garçon de Jean Boyer - Claudie
- 1954 : Interdit de séjour de Maurice de Canonge - Monique
- 1954 : Orient-Express de Carlo Ludovico Bragaglia - Agnès
- 1955 : Voici le temps des assassins de Julien Duvivier - Antoinette, une serveuse du restaurant
- 1957 : Quelle sacrée soirée de Robert Vernay
- 1957 : En votre âme et conscience, épisode : L'affaire Gouffé de  Claude Barma
- 1957 : La Tour, prends garde ! de Georges Lampin - La duchesse de Châteauroux
- 1958 : En votre âme et conscience :  Le procès du docteur Castaing de Claude Barma
- 1959 :  Meurtre au ralenti (téléfilm) de Jean-Paul Carrère
- 1962 : Le Temps des copains de Robert Guez
- 1962 : L'inspecteur Leclerc enquête, épisode Coup double de Jean Laviron
- 1970 : Les Cousines de Louis Soulanes - Béatrice

## Théâtre
- 1945 : Topaze de Marcel Pagnol, mise en scène Alfred Pasquali, Théâtre Pigalle
- 1954 : Histoire de rire d'Armand Salacrou, mise en scène Jean Meyer
- 1958 : Ami-Ami de Pierre Barillet et Jean-Pierre Grédy, mise en scène Jean Wall
- 1962 : Mic-mac de Jean Meyer, mise en scène Jean Meyer